# Dorfkirche Wulkow (Lebus)

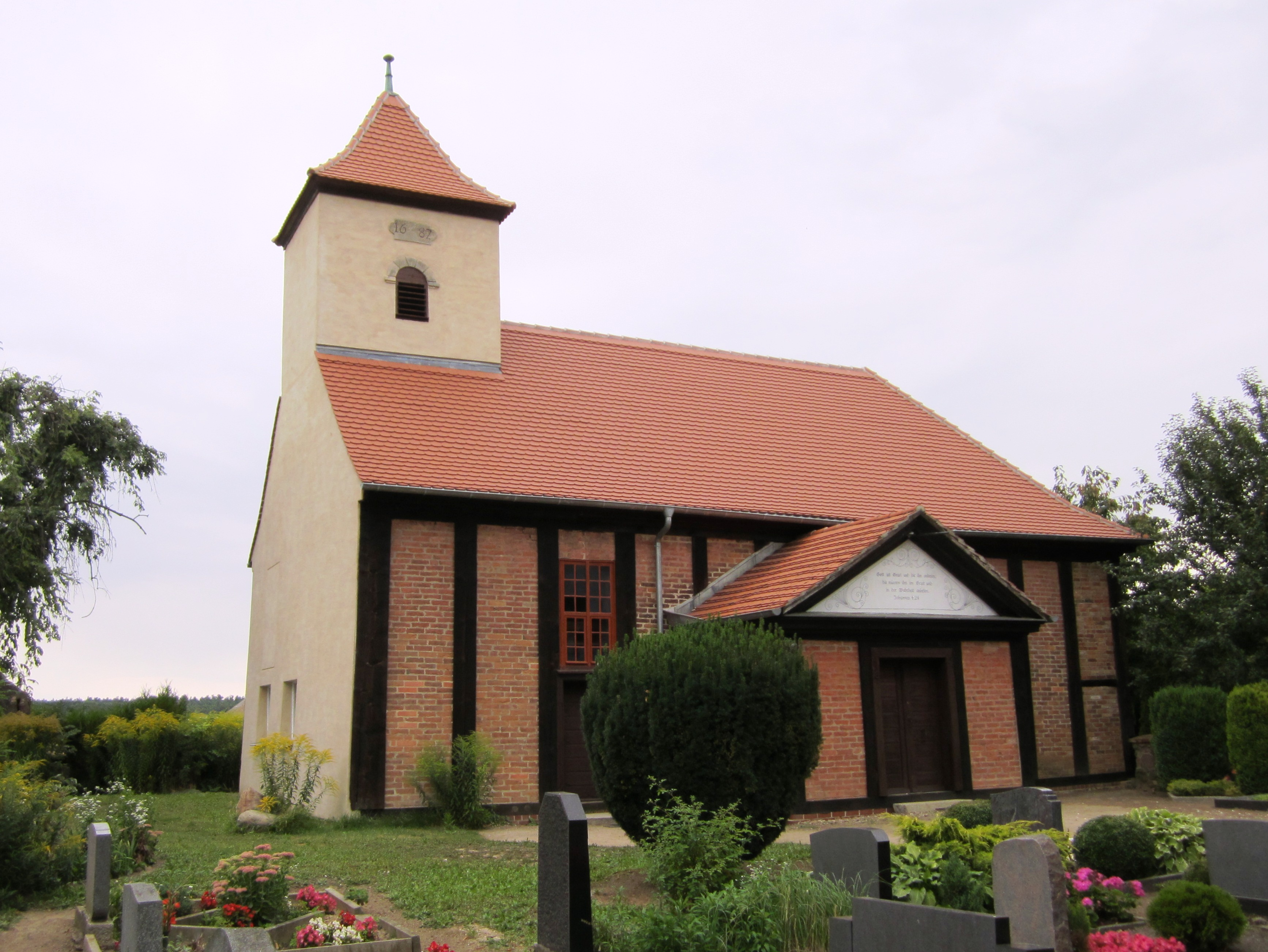
Dorfkirche in Wulkow

Die evangelische Dorfkirche Wulkow ist eine Saalkirche in Wulkow, einem Ortsteil der Stadt Lebus im brandenburgischen Landkreis Märkisch-Oderland. Die Kirche gehört zur Evangelischen Kirchengemeinde Frankfurt (Oder) – Lebus im Kirchenkreis Oderland-Spree der Evangelischen Kirche Berlin-Brandenburg-schlesische Oberlausitz an. Das Gebäude steht unter Denkmalschutz.

## Beschreibung
Es handelt sich um einen Saalbau aus Backstein mit an der Außenwand vorgesetzten Holzständern. Über einer Schallöffnung des westlichen Dachreiters befindet sich die Jahreszahl 1687. An der West- und Südseite sind Treppenvorlagen erkennbar, die zur Empore und zur ehemaligen Patronatsloge führen. Der Innenraum ist flachgedeckt und verfügt über eine Westempore. Der Hochaltaraufsatz stammt aus dem Jahr 1700 und wurde aus der Grundform der Ädikula entwickelt. Er besteht aus gedrehten Säulen und einem gesprengten Giebel. Das Altarblatt zeigt eine Darstellung des Abendmahls und wird von Engelsfiguren auf Konsolen unter schweren Akanthusschwüngen flankiert. Als Altarbekrönung dient der Auferstandene. 
Ein schwebender Taufengel mit einer muschelförmigen Taufschale wurde im Jahr 1718 gefertigt. Auf der Schale sind das Wappen der Stifter, von Burgsdorff und von Schindel, sowie das Stiftungsjahr 1718 eingraviert. Der Engel war jahrelang auf dem Dachboden eingelagert und hängt heute südwestlich vor dem Altar. Die Aufhängung an einem mit vierzehn hölzernen Kugeln verzierten Drahtseil stammt aus neuerer Zeit, während die originale Zugöse im vorderen Gewand und eine Seilrolle erhalten geblieben sind. Im Jahr 2011 hat der Engel dasselbe Schicksal wie viele andere Taufengel erlitten: Durch die Last der Figur und einer Schwächung des Holzes riss die Schraubösen im Rücken aus, sodass der Engel zu Boden stürzte und dadurch Schäden erlitt.
An der Südwand befindet sich ein Rest eines Patronatsstuhls und an der Nordwand ein Epitaph für Curt von Burgsdorff († 1713). Vor einer von Putten enthüllten Inschrifttafel befinden sich Personifikationen der Fides und Constantia sowie ein Putto als Memento mori auf einem Sockelpodest mit Totenschädeln und Wappenschilden. Die Gestalt des Chronos mit Stundenglas und Sense ist ebenfalls zu sehen. Die Orgel wurde von der Firma W. Sauer aus Frankfurt (Oder) gefertigt. 
Die Kirche wurde im Jahr 2012 saniert.